# Paracentrobia bicolor
Paracentrobia bicolor är en stekelart som först beskrevs av Girault 1912.  Paracentrobia bicolor ingår i släktet Paracentrobia och familjen hårstrimsteklar. Inga underarter finns listade i Catalogue of Life.